# Hans Nockemann
Hans Nockemann, född 16 november 1903 i Aachen, död 19 december 1941 i Mozjajsk i närheten av Moskva, var en tysk promoverad jurist och SS-Oberführer. Under början av andra världskriget var Nockemann chef för Amt II, avdelningen för administration, förvaltning och ekonomi, inom Reichssicherheitshauptamt (RSHA), Nazitysklands säkerhetsministerium samt befälhavare för Sicherheitspolizei (Sipo) och Sicherheitsdienst (SD) i det av Tyskland ockuperade Nederländerna.

## Biografi
Efter avlagd studentexamen studerade Nockemann rättsvetenskap och statsvetenskap vid universiteten i Bonn och München. Han promoverades 1929 till juris doktor efter att ha disputerat på avhandlingen Einige Streitfragen aus dem Kohlenwirtschafts-Gesetz und den dazu ergangenen Ausführungsbestimmungen und ihre Beurteilung in der Praxis der ordentlichen Gerichte und der Organe der Kohlenwirtschaft. Avhandlingen handlar om de ekonomiska aspekterna på kolindustrin i Ruhrområdet.
Hösten 1923 deltog han i kampen mot de rhenska separatisterna i Aachen; han greps av belgiska ockupationstrupper och släpptes efter några dagar i häkte.

### NSDAP
Nockemann inträdde i Nationalsocialistiska tyska arbetarepartiet (NSDAP) i november 1931 och i Sturmabteilung (SA) i maj året därpå. Då Nockemann insåg att hans partiuppdrag krävde hela hans uppmärksamhet, utträdde han ur SA i november 1932.
I februari 1935 förordade den ställföreträdande chefen för Geheime Staatspolizeiamt (Gestapa), Werner Best, Nockemann till posten som Gestapo-chef i Aachen. Redan två månader därefter efterträddes Nockemann av Heinrich Seetzen och blev chef för Gestapo i Köln. Efter att även beklätt ämbetet som chef för Gestapo i Koblenz utnämndes Nockemann 1939 till inspektör för Sicherheitspolizei (Sipo) och Sicherheitsdienst (SD) (Inspekteur der Sicherheitspolizei und des SD, IdS) i Düsseldorf.

### Andra världskriget
Den 10 maj 1940 anföll Tyskland Frankrike och Beneluxländerna. Nederländerna kapitulerade den 15 maj och Reichsführer-SS Heinrich Himmler utsåg Nockemann till befälhavare för Sicherheitspolizei och Sicherheitsdienst (Befehlshaber der Sicherheitspolizei und des SD, BdS) i landet. Bland Nockemanns underordnade återfanns bland andra Karl Gengenbach, Bruno Müller och Erich von Reden. I juni 1940 ledde Nockemann en razzia mot de nederländska förlagen Querido Verlag och Allert de Lange Verlag som utgav tysk exillitteratur; verk av Heinrich Mann, Klaus Mann, Jakob Wassermann, Lion Feuchtwanger, Anna Seghers, Arnold Zweig och Alfred Döblin konfiskerades. I juli ersattes Nockemann som BdS av Wilhelm Harster och blev ånyo IdS i Düsseldorf.
I september 1940 utnämndes Nockemann till chef för avdelning II vid Reichssicherheitshauptamt (RSHA), Nazitysklands säkerhetsministerium; avdelning II handhade frågor rörande administration, förvaltning och ekonomi. Därtill företrädde Nockemann ofta chefen för avdelning I, Bruno Streckenbach. I egenskap av avdelningschef inom RSHA deltog Nockemann i en konferens den 5–6 juni 1941. Konferensen var en i raden av förberedelsekonferenser inför Operation Barbarossa, Tysklands anfall på den tidigare bundsförvanten Sovjetunionen, som skulle inledas den 22 juni 1941. Vid detta tillfälle betonade Nockemann, att det var nödvändigt att undanröja bolsjevismen från de erövrade territorierna och att Einsatzgruppen, mobila insatsgrupper, skulle ta sig an denna uppgift med extrem hårdhet och stränghet.
Det var meningen att Nockemann skulle leda Einsatzgruppe A vid Operation Barbarossa, men han skadades allvarligt i en bilolycka och ersattes av Walter Stahlecker. I bilolyckan omkom Nockemanns hustru Edith (född 1911) och chaufför. Hustrun var promoverad konsthistoriker; hennes avhandling bär titeln Der Einblattholzschnitt des 15. Jahrhunderts und seine Beziehung zum spätmittelalterlichen Volksleben. Hon var från 1938 verksam vid kvinnoavdelningen inom Deutsche Arbeitsfront.
Med pansardivisionen Das Reich stred Nockemann i slaget om Moskva. Under slaget om Moskva sårades Nockemann svårt av granatsplitter den 18 december och avled dagen därpå.

## Befordringshistorik
- SS-Untersturmführer: 1 augusti 1935
- SS-Obersturmführer: 13 september 1936
- SS-Obersturmbannführer: 1 augusti 1938
- Untersturmführer der Waffen-SS Reserve: 1940
- SS-Standartenführer: 24 januari 1940
- Oberst der Polizei: 1 januari 1941
- SS-Oberführer: 9 november 1941

Nockemann hoppade över tjänstegraderna SS-Hauptsturmführer och SS-Sturmbannführer.